# Christian Ulrik Foltmar
Christian Ulrik Foltmar (ca. 1716 – 11. august 1794 i København) var en dansk tapetvæver, maler og muligvis organist. Han var søn af musikeren Johan Voltmar og bror til Herman Friedrich Voltmar, Johan Foltmar og Christopher Foltmar.
Da han den 22. marts 1769 fik døbt en datter, blev han i kirkebogen tituleret som organist. Han virkede også som miniaturemaler. Efter Christopher Foltmars død leverede Christian Ulrik tilsyneladende billeder til hoffet. Der findes et selvportræt af ham og hustruen.
Han er begravet på Sankt Petri Kirkes kirkegård.